# Maurizio Giannini
Maurizio Giannini (Roma, 6 gennaio 1951) è uno scrittore italiano, specializzato in opere rivolte agli adolescenti.

## Biografia
Fra i suoi romanzi sono ricordati principalmente L'ultima mossa di Guerrino (editrice Piccoli), Il ragazzo con il violino (Bruno Mondadori), Nickname Romeo nickname Giulietta (Isola dei ragazzi), Le ombre di Halloween (Ed. La Scuola) e i più recenti Diario di uno strafottente (ed. Il Ciliegio), Nugiò, il ragazzo che amava correre (ed. Risfoglia),  Agnese nella rete (Ed. Il Rubino), La notte dell'unicorno (ed. Il Rubino) Il narratore di marciapiedi - Come la luna, la ragazza che voleva mostrare il suo sorriso . Alcuni libri hanno ricevuto premi e riconoscimenti, tra cui il premio Bancarellino. 

## Opere
- Una ragazza di nome Gigi Le Monnier 1988
- Randagio, Le Monnier, Premio Valtenesi Narrativa per ragazzi – II classificato
- Ragazzi del 43, Le Monnier
- Destinazione Parigi, Le Monnier
- I ragazzi della Via Pazza, Le Monnier
- Un anno in città, Mursia
- La luna nel querceto, Mursia, Premio speciale Premio Lunigiana
- L'incantesimo del Bosco di sopra, La Scuola, Primo classificato Premio Lunigiana
- Occhidistella La Scuola ed. Finalista Premio Anna Maria Castellano - Premio l'Aquilone d'oro e premio decennale Aquilone d'oro di Massa
- Le ombre di Halloween La Scuola ed. Premio Bancarellino 2007[1]
- Le regole del gioco La Scuola ed. Premio Valtenesi III classificato. Finalista premio A. Maria Castellano
- Nickname Romeo nickname Giulietta Isola dei ragazzi ed. Premio Legambiente Finalista premio Città di Asola
- Diario Karissimo Isola dei ragazzi Premio Penne e premio Mariele Ventre
- La mia nemica del cuore Isola dei ragazzi
- Ladri di canarini Isola dei ragazzi Primo premio prima edizione Streghino e Finalista Premio A. Maria Castellano
- Detective in gonnella Garzanti II classificato Premio città di Asola (nuova edizione con il titolo Ragazze in giallo La Medusa ed.)
- Mistero al circo, Garzanti
- L'enigma di pagina 100, Raffaello, Vincitore come inedito del Premio Mulino a vento Montessori
- L'ultima mossa di Guerrino, Piccoli, Vincitore come opera inedita del Premio G. Righini Ricci – Premio selezione Premio Castello di Sanguinetto
- Nel blu dipinto di blu, Medusa
- Cosimo, storia di un quasi bambino, Medusa
- Il diario di Flavia, I colori del mondo, II class Premio Valtenesi
- Un angelo per Costanza, I colori del mondo
- Il ragazzo con il violino , Bruno Mondadori, Primo class Premio Lunigiana – II class Premio G. Arpino di Bra – Finalista Premio Anna Maria Castellano
- Chi ha rapito Babbo Natale?, Bruno Mondadori
- Le avventure di Supernonna, Panorama
- Sigismondo mago vagabondo, Panorama
- Storie d'oggi, Agorà
- La compagnia della cometa, C. Signorelli, II class Premio Castello di SanguInetto
- Il sasso color di luna, C. Signorelli
- Giallo d'estate, C. Signorelli
- Una vacanza da brivido, C. Signorelli
- Lo strano caso della Mamma dei gatti, C. Signorelli
- Così era mio nonno, C. Signorelli
- Com'era una volta, Il Capitello
- Blackout, Il Rubino
- Tornando a Itaca, Il Rubino
- La memoria di un cane, Il Rubino, Secondo classificato Premio G. Arpino di Bra
- Sfida nella metropoli, Petrini editore
- Re porcello, Emmerre libri
- Vorrei tanto un fratello, Emmerre libri (disegni di Cristiana Giannini)
- Una tata terribile, Ed. Paoline
- Giulio che riuscì a volare, Edizioni dell'Arco
- Occhio di drago, Alberti & C. Editori
- A testa alta, edizioni Il Rubino
- Ora vi racconto un mito, edizioni Il Rubino
- Una fiaba tira l'altra, edizioni Il Rubino
- Atina Volpe Rossa e la stanza dell'Alchimista, romanzo fantasy, ed. Isola dei ragazzi primo episodio della trilogia Atina Volpe Rossa
- Delitti da favola, romanzo giallo, La Medusa Editrice - Marsala - NOVITA' 2012
- Mesin il clandestino, edizioni Il Rubino NOVITA' 2012
- L'Orlando Furioso raccontato da M. Giannini La Medusa Editrice - Marsala - NOVITA' 2014
- L'Inferno di Dante raccontato in prosa Davide Luna (pseudonimo) La Medusa Editrice - Marsala
- Atina Volpe Rossa e i segreti del deserto - secondo episodio di Atina Volpe Rossa - 2014 - ed. Isola dei ragazzi
- Nell'ombra della Shoah Il Rubino ed.2016
- Storie d'oggi edizioni Il Rubino (vecchia edizione Agorà ed)
- I nostri giorni in 16 racconti ed. Il Rubino 2017
- Note da brivido edizioni Il Rubino 2015
- Storie degli anni '50 Medusa ed. Napoli
- Vercingetorige Raffaello editrice 2015
- Una storia a 4 zampe La Medusa Editrice Marsala 2015
- SUPERMOMMO contro tutti i bulli del mondo edizioni Il Rubino 2016
- Un'estate ad Anzio Aracne editrice 2017
- Una storia in famiglia Cosmo Iannone ed. (pseudonimo: Ippolito Rossi) dicembre 2017
- L'amicizia è più forte! Ellepiesse ed. (pseudonimo: Vittorio Viviani) 2018
- Chi uccide i professori? La Medusa Editrice Marsala 2018 Primo classificato Premio Giovanni Arpino 2018
- Io, bambino soldato Raffaello editore 2018 Collana Insieme
- Diario di uno strafottente 2019 Il ciliegio edizioni
- Agnese nella rete 2019 Edizioni Il Rubino
- Lupo, le avventure di un capobranco 2019 Edizioni Il Rubino
- Alfabeto degli Animali (filastrocche illustrate da Alexia Molino) Il Ciliegio edizioni 2019
- Miti e leggende dell'antica Grecia e di Roma Edizioni Il Rubino 2020
- Nugiò il ragazzo che amava correre Ed. Risfoglia 2020 Premio Bruno Roghi 2021
- Amicizi@ & Lockdown scritto insieme a Giuseppina Colonna Ed. Il Rubino
- Cattive storie - dieci racconti Edizioni Il Rio 2021 Primo classificato nella sezione racconti Premio Nazionale Città di Ladispoli 2021
- Gervaso bradipo ficcanaso'' illustrazioni di Cristiana Giannini Il Ciliegio edizioni 2021
- Ora vi racconto l'Orlando Furioso Il Ciliegio edizioni
- Il mistero è risolto! Ellepiesse (Pseudonimo Vittorio Viviani)
- La notte dell'unicorno   Edizioni Il Rubino Finalista Premio Parole a braccio di Montone (Perugia) 2024
- Ti amo un sacchissimo Il Ciliegio edizioni 2022
- Il delfino di Miguel Ed. Paoline 2022
- Il narratore di marciapiedi ed. Risfoglia 2022 terzo classificato premio Anguissola inediti 2022 - Terzo classificato al Premio Nazionale Città di Ladispoli 2023 - Terzo classificato premio C'era una volta di Monterchi
- L'ultima seducente esecuzione Dei Merangoli editore
- Fuliggine e il nonno Medusa Editrice Napoli
- Il giovane rapper Ellepiesse edizioni (Pseudonimo Vittorio Viviani)
- Come la luna Buk Buk editore Terzo classificato al Premio Nazionale Città di Ladispoli 2024 - Primo classificato alla XXXII edizione del Premio C'era una volta di Monterchi
- Sgorbio Il padrone di Halloween Ed. Il Ciliegio
- Norgoth    Dei Merangoli editore
- La lunga strada Ed. Il Rubino